# Route nationale 465
Die Route nationale 465, kurz N 465 oder RN 465, war von 1933 bis 1973 eine französische Nationalstraße.
Die Straße verlief zwischen Saint-Maurice-sur-Moselle und Belfort. Ihre Länge betrug 38 Kilometer. 1992 wurde die Westumgehung von Lorient als N 465 ausgezeichnet, da sie an der Nationalstraße 165 abzweigte und somit als Seitenast dieser diente. 2006 erfolgte die Abstufung.